# Sächsische Nationsuniversität in Siebenbürgen

Flagge mit Wappen der Siebenbürger Sachsen mit den sieben Gründungsstädten

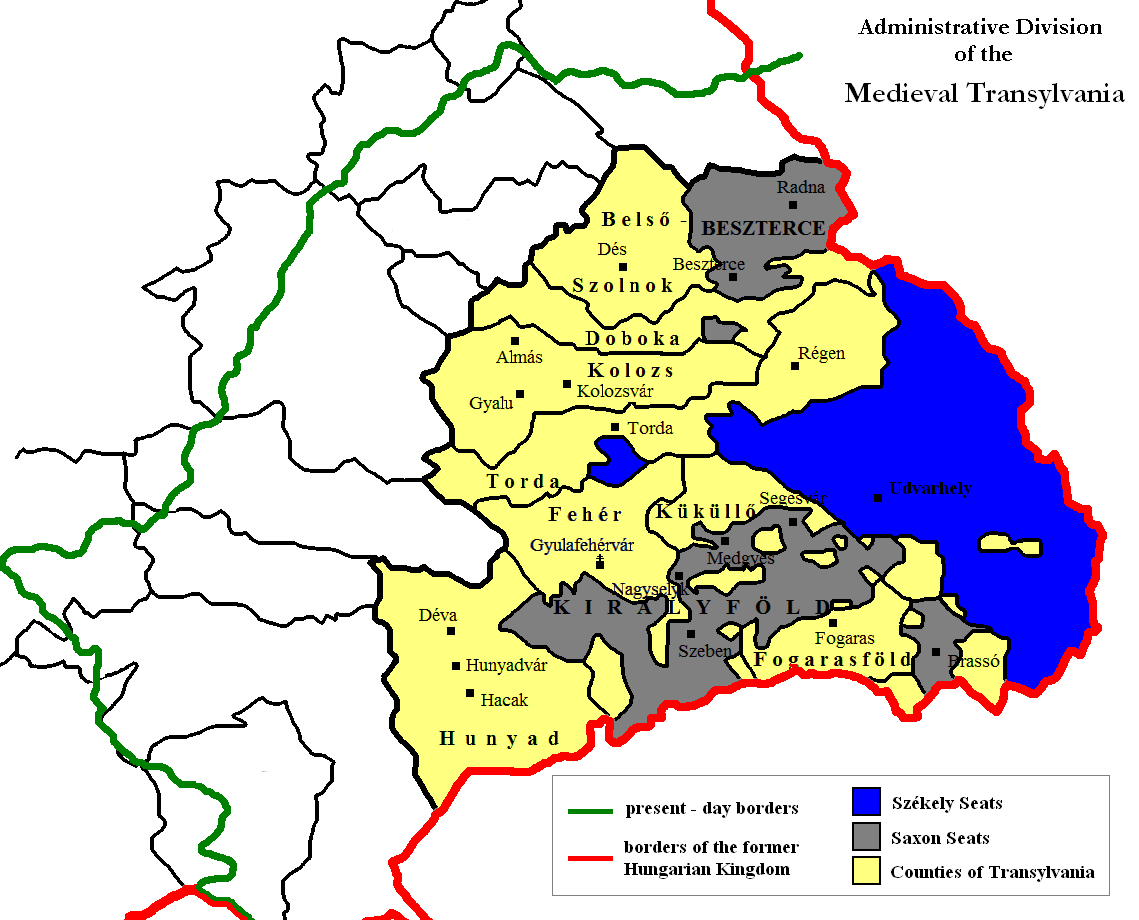
Gebiete der drei Nationen
Blau: Szekler,
Grau: Siebenbürger Sachsen nach dem Recht des Goldenen Freibriefs,
Gelb: adeliger Komitatsboden

Die Sächsische Nationsuniversität (lateinisch Concilium Transylvania Saxonicum oder Universitas Saxonum, rumänisch Universitatea săsească oder Universitatea Națiunii Săsești, ungarisch Szász Nemzeti Egyetem oder Erdélyi szász univerzitás) war ein politisches Selbstverwaltungsorgan der Siebenbürger Sachsen in Siebenbürgen. Erstmals 1484 unter Universitas Saxonum erwähnt, erhielt sie 1486 vom König Matthias Corvinus die Anerkennung als Autonomieverwaltung und ab der Komitatsreform von 1876 bis zu ihrer Auflösung 1937 fungierte sie als Stiftung. Die Sächsische Nationsuniversität wurde vom sächsischen Sachsengrafen (lateinisch Comes Saxonum, rumänisch Contele oder comitele sas) geleitet. Ein bedeutender siebenbürgisch-sächsischer Graf war beispielsweise Johann Zabanius von Harteneck.
So wurde „die Zusammenkunft der Oberofficianten aus allen Ständen und Stühlen der sächsischen Nation genannt, welche Nationalsachen schlichtet und richtet.“

## Wortbedeutung
Nationsuniversität besteht aus den lateinischen Bestandteilen natio „das Volk, der Volksstamm“ und universitas „die Gesamtheit“. Das Wort bedeutet damit „Gesamtheit des Volkes“ beziehungsweise konkret „Gesamtheit der Siebenbürger Sachsen“ in ihrem angestammten Gebiet.

## Ursprüngliche Funktion
Die Siebenbürger Sachsen als ständische Nation im mittelalterlichen Königreich Ungarn hatten durch eine direkte Rechtsvergabe der ungarischen Könige bereits 1224 weitgehende Sonderrechte und Privilegien erhalten. Im Goldenen Freibrief wurden diese von König Andreas II. erstmals verbrieft. Allerdings war diese Urkunde nur die Vorstufe einer festen ständisch-politischen Vertretung gegenüber den beiden anderen Ständen Siebenbürgens, den Szeklern und dem ungarischen Adel.
Im Spannungsfeld zwischen den beiden anderen Ständen und den zunehmend geschwächten ungarischen Königen, formte sich die im Jahre 1486 gegründete Sächsische Nationsuniversität zu einem Machtinstrument, unter dem sich die Siebenbürger Sachsen bis in das 19. Jahrhundert versammelten. Sie war sozusagen die politische Vertretung des sächsischen Volkes, die es als Gemeinschaft nach außen handlungsfähig machte. Nach innen, auf dem Königsboden, auf dem für die Siebenbürger Sachsen de facto Autonomie und ihr eigenes Recht (Eygenlandrecht) galt, war sie die Institution, welche die Selbstverwaltung lenkte.

### Politisch Beteiligte im mittelalterlichen FürstentumSybenbuergen
Das Fürstentum Siebenbürgen war seit dem hohen Mittelalter politisch in drei Stände gegliedert:
- ungarischer Adel

Dieser zog seine Macht aus der ihm übertragenen Lehensherrschaft über hunderttausende hörige Bauern, war damit privilegiert, aber wirtschaftlich wenig aktiv. Zu den Hörigen gehörten neben Rumänen und Ungarn auch viele Sachsen in sächsischen Dörfern auf Komitatsboden, auf die die Rechte des Königsbodens nicht ausgedehnt worden waren.
- Szekler

Diese Volksgruppe, welche um 1140 zum Schutz der ungarischen Reichsgrenze im Osten Siebenbürgens angesiedelt worden war, hatte vom König Ungarns ebenfalls Sonderrechte erhalten und konstituierte sich als autonome natio. Die Szeklergebiete waren agrarisch geprägt und stellten zur Ausfuhr größtenteils Naturalien und Halbwaren bereit.
- Siebenbürger Sachsen

Zahlenmäßig stellten sie sicherlich die kleinste Gruppe, allerdings die wirtschaftlich bedeutendste. Ihre Handelsrouten reichten von der Levante bis in die deutschen Länder und so befanden sich in ihren festen Städten die wichtigsten Handelsplätze und Jahrmärkte. Ebendort waren dutzende von Zünften ansässig, die den überwiegenden Teil der Fertigwaren für den Export produzierten. Die Städte des Königsbodens erbrachten die Hauptsteuerlast des Fürstentums und waren somit von herausragender Wichtigkeit. Die Landtage fanden daher fast ausnahmslos dort statt. Ansonsten jedoch schotteten sie sich gegen die zwei anderen Nationen hermetisch ab.

### Praktische Ausgestaltung

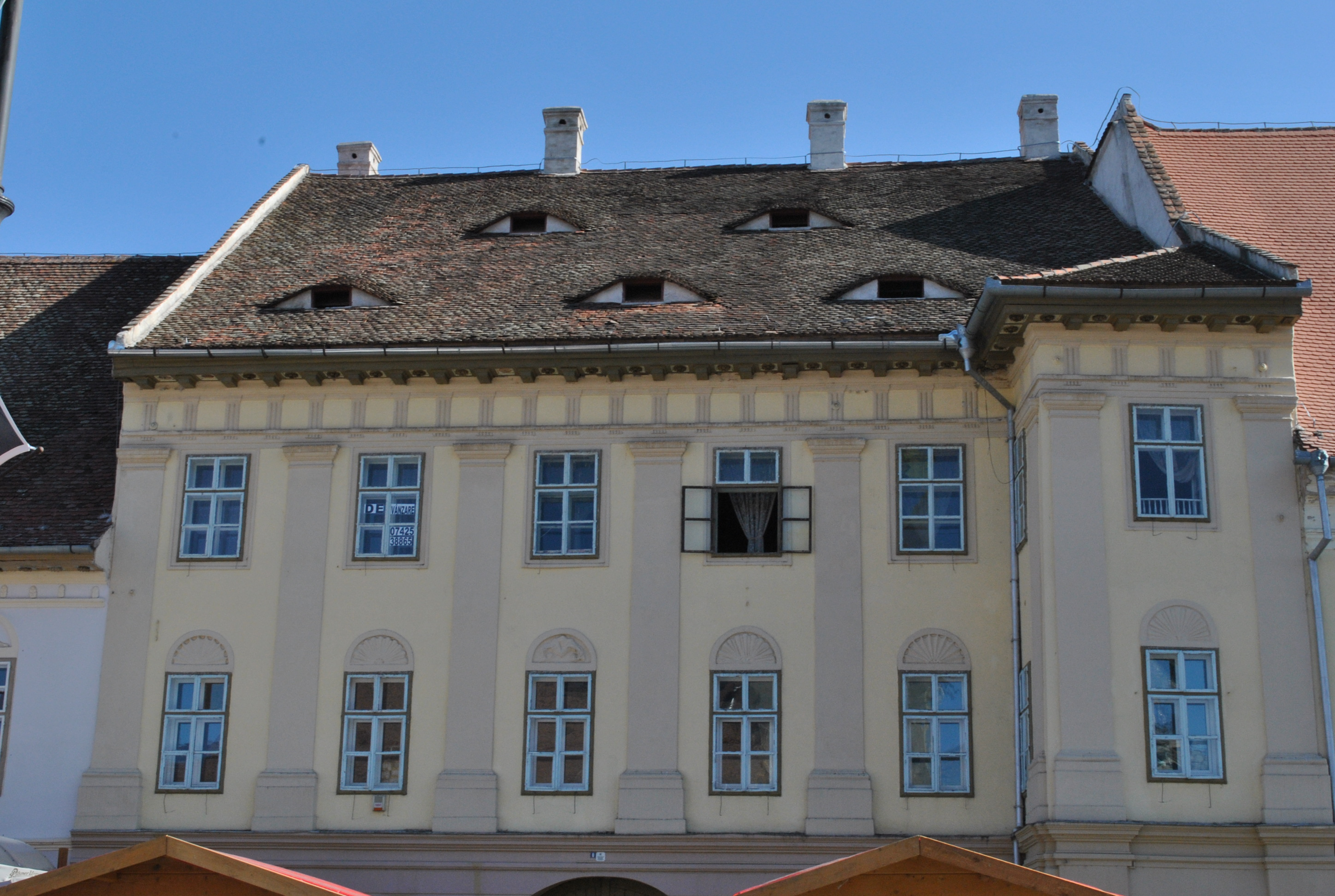
Das Hecht-Haus (auch) aus Sibiu/Hermannstadt, wohin die Sächsische Universität in Siebenbürgen 1821 verlegt wurde.

Nur diese drei Staatsnationen waren an Entscheidungen beteiligt. Die ständische Verfassung sicherte den Siebenbürger Sachsen ein Mitspracherecht bei allen Belangen auf den Landtagen. Die dort getroffenen Beschlüsse waren nur mit dem Siegel aller drei Nationen gültig. Jedoch waren die Landtage keine demokratischen Veranstaltungen im heutigen Sinne. Die Mehrheit der Bevölkerung – die Rumänen – waren gar nicht vertreten und konnten ihren Anliegen auch kein Gehör verschaffen.
Bis zum Ende des 18. Jahrhunderts galt das Curiatvotum, nachdem jeder Stand nur eine Stimme hatte und keine Partei von den anderen beiden überstimmt werden konnte. Nach dem Klausenburger Landtag von 1792 wurde dieses Verfahren aber abgeschafft und ein Einzelstimmrecht eingeführt. Hierdurch waren die Vertreter der Siebenbürger Sachsen natürlich hoffnungslos in der Minderheit, da sie selbst damals nur einen Bruchteil der Bevölkerung repräsentierten. Allerdings blieb das Vetorecht der Verweigerung des Nationssiegels weiterhin bestehen und wurde durchaus von den Siebenbürger Sachsen genutzt.
Die Nationsuniversität war damit Garant für die jahrhundertelange Eigenständigkeit der Siebenbürger Sachsen, deren Bedeutung für das Land nie auf ihrer absoluten Zahl, sondern stets auf ihrer Leistung begründet war, die durch historische, verbriefte Rechte abgesichert und zugleich erst möglich war. Aus diesem Grunde hatten sie den Status einer staatstragenden Nation im Fürstentum Siebenbürgen. Ihre Städte waren bis ins 18. Jahrhundert die einzigen urbanen Zentren, sie kontrollierten Handel und Handwerk. So waren sie für die Wirtschaft des Staates unersetzbar, ihre Anzahl belief sich dennoch nie auf mehr als 300.000 Personen.

## Entwicklung
1690 kam Siebenbürgen zur Habsburgermonarchie und wurde zum Großfürstentum erklärt. Im Verlauf des 18. Jahrhunderts gab es mehrfach Bestrebungen, die alte Ständeverfassung außer Kraft zu setzen und allgemeingültige Gesetze im Reich zu erlassen. Jedoch gelang es den Ständen Siebenbürgens fast 100 Jahre lang jegliche Angriffe auf ihr altes Recht zu parieren. Nicht einmal die Pragmatische Sanktion konnte daran etwas ändern. Besonders Samuel von Brukenthal, Gubernator von Siebenbürgen, sorgte durch seinen Einfluss am Wiener Hofe dafür, dass keinerlei Beschränkungen stattfanden.
Zum ersten erfolgreichen Eingriff in die Autonomie der Stände kam es unter der von Kaiser Joseph II. eingeleiteten „Revolution von oben“. Die Nationsuniversität und die gesamte ständische Verfassung wurde erstmals – aber nur für kurze Zeit – aufgehoben. Dies war ein gewaltiger Schock für die Siebenbürger Sachsen, da sie nun nicht nur ihre jahrhundertealte Autonomie auf dem Königsboden bedroht sahen, sondern auch ihre Stellung als tragende Säule des Staatsverbandes und damit ihr bisheriges Selbstverständnis zutiefst erschüttert wurde.
Nach dem Tod des Kaisers 1790, der sämtliche Reformen (bis auf das Toleranzedikt und die Abschaffung der Leibeigenschaft) noch auf dem Sterbebett hatte rückgängig machen müssen, wurde die alte Standesverfassung und die Nationsuniversität jedoch wieder vollumfänglich hergestellt, was aber nicht mehr lange Bestand hatte.
Nach der Märzrevolution 1848 eroberten ungarische Aufständische Siebenbürgen und drängten die österreichischen Truppen aus dem Lande. Diesmal wurden Nationsuniversität und Königsboden von ungarischen Nationalisten temporär aufgelöst. 1849 kehrten die Österreicher mit russischer Unterstützung zurück und schlugen die ungarischen Aufständischen am 31. Juli bei Schäßburg vernichtend. Für die nächsten fünf Jahre galt in Siebenbürgen der Belagerungszustand. Erst 1854 konnte die Nationsuniversität wieder, aber nicht mehr völlig, hergestellt werden.
Mittlerweile war das Problem der, nach den Türkenkriegen, in beständig größerer Zahl einwandernden Rumänen immer drängender geworden, weil diese mittlerweile die Bevölkerungsmehrheit auf dem Königsboden stellten. 1863 wurde von Kaiser Franz Joseph der Landtag nach Hermannstadt einberufen, um u. a. eine Gleichberechtigung der rumänischen Sprache im Kronland Siebenbürgen einzuleiten. Die Veranstaltung wurde jedoch vom ungarischen Adel und den Vertretern der Szekler boykottiert. Für diese, mittlerweile stark magyarisch-national gestimmten Nationen stellte Österreich (nach den Türken) eine zweite Besatzungsmacht dar, welche die langersehnte Wiedervereinigung Siebenbürgens mit dem ungarischen Mutterland verhinderte. Dennoch traten die von sächsischen und rumänischen Landtagsabgeordneten verabschiedeten Neuerungen zum 5. Januar 1865 in Kraft. Aber wiederum schon nach kurzer Zeit waren diese vielversprechenden Anfänge hinfällig.
1866 verlor Österreich den preußisch-österreichischen Krieg und musste zudem 1867 den Ausgleich mit Ungarn anerkennen, um den Staat als Ganzes zu erhalten. Mit diesem Schritt hörte Siebenbürgen als Kronland, und damit als eigenes staatliches Gebilde, auf zu bestehen. 1868 wurden die bisherigen Gebiete der drei ständischen Nationen aufgelöst. Allerdings blieben die sächsischen Distrikte und Stühle zunächst bestehen. In einem besonderen Gesetz sollten die Selbstverwaltungsrechte und Rechtsangelegenheiten von Königsboden und Nationsuniversität geregelt werden.

### Die Nationsuniversität als Stiftung
1872 fand der erste Sachsentag in Mediasch statt. Dort wurden konkrete Vorschläge zur Erhaltung der Autonomie in einem Nationalprogramm festgehalten. Dennoch waren sämtliche Versuche vergebens. Die ständische Verfassung war erloschen, die Nationsuniversität hatte keinerlei Handhabe und Verfügung mehr. Konsequenz dieses Geschehens: die Siebenbürger Sachsen waren von einer staatstragenden Nation mit weitgehender Autonomie und eigenem Recht zu einer von vielen ethnischen und konfessionellen Gruppen herabgesunken.
1876 erließ die Zentralregierung in Budapest ein Gesetz über die finale Zerschlagung des Königsbodens. Eine neue Gebietsregelung trat in Kraft und die Nationsuniversität wurde in eine Stiftung umgewandelt. Ihre einzige Aufgabe war nun, die nicht unerheblichen Vermögen der Nationsuniversität und der Sieben Stühle (Latifundien, Waldungen, Immobilien, Sammlung Brukenthal, Kassa) zu verwalten und die Erträge auf die kulturellen Einrichtungen der Bewohner des ehemaligen Königsbodens zu verteilen. Mit diesen Mitteln wurde ein volles deutschsprachiges Schulsystem u. a. mit mehreren Gymnasien und allen weiteren Höheren Schulen (z. B. die Ackerbauschulen) erhalten und massiv ausgebaut.

### Auflösung
Nach dem Ersten Weltkrieg kam Siebenbürgen an Rumänien. 1921 wurden die umfangreichen Waldungen und sämtliche unbebauten Grundstücke der Stiftung Nationsuniversität durch die erste rumänische Agrarreform entschädigungslos enteignet, womit auch eine wichtige Finanzierungsquelle des deutschsprachigen Schulwesens entfiel. 1937 schließlich wurde auch die Stiftung formal aufgehoben. Die evangelische Kirche A.B. erhielt das Nationsarchiv, die Ackerbauschule Mediasch sowie einige wichtige historische Gebäude in Hermannstadt und wurde damit als „abgefunden“ erklärt. Alle übrigen Immobilien wurden der rumänisch-orthodoxen Kirche übertragen. Damit hatte die Nationsuniversität endgültig aufgehört zu existieren.